# Johan van der Meer (wielrenner)
Johan van der Meer (Geleen, 16 november 1954) is een Nederlands oud-wielrenner, die beroepsrenner was tussen 1978 en 1981.

## Belangrijkste overwinningen
1974
- Flèche du Sud

1977
- Le Circuit de Mineurs

1980
- Dwars door België

1981
- 5e etappe deel b Ruta del Sol

## Resultaten in voornaamste wedstrijden
| Jaar | Ronde van Italië | Ronde van Frankrijk | Ronde van Spanje |
| ---- | ---------------- | ------------------- | ---------------- |
| 1978 |                  |                     |                  |
| 1979 |                  |                     |                  |
| 1980 |                  |                     | opgave           |
| 1981 |                  |                     | 28e              |

| Jaar | Gent-Wevelgem | Amstel Gold Race | Omloop Het Volk | Kampioenschap van Zürich |
| ---- | ------------- | ---------------- | --------------- | ------------------------ |
| 1978 | 30e           |                  |                 | 67e                      |
| 1979 |               | 26e              |                 |                          |
| 1980 | 33e           | 16e              | 29e             |                          |
| 1981 |               |                  |                 |                          |